# グレプ・ロスチスラヴィチ (スモレンスク公)
グレプ・ロスチスラヴィチ（ロシア語: Глеб Ростиславич、? - 1278年）は、スモレンスク公（在位：1240年以降 - 1278年）。スモレンスク公ロスチスラフの子。一説によればオーヴルチ公ウラジーミルの孫ということになる。

## 概要
グレプについて知られるところは少ない。おそらく、フセヴォロドの死後にスモレンスク公国を得たと考えられている。1270年、ウラジーミル大公ヤロスラフと共にノヴゴロド公国を攻めた。
1274年、ジョチ・ウルスのハン・モンケ=テムルが、スモレンスクを通過してリトアニア大公国へ向かう遠征軍を組織すると、グレプは遠征への参加を決めた。そしてリトアニア領ナヴァフルダクへ到着した後、どういう理由か、命令によってガーリチ公レフの元へ向かっている。
グレプの統治期の1275年、スモレンスク公国で、ジョチ・ウルスによる最初の人口調査が行われた。1278年に死去し、弟のミハイルが後を継いだ。

## 妻子
妻の名は不明である。子には以下の人物がいる。
- アレクサンドル - ムスチスラヴリ公、スモレンスク公
- ロマン - ノヴゴロド公、ムスチスラヴリ公
- スヴャトスラフ - モジャイスク公、ブリャンスク公
- フセヴォロド[3]